# Кузьмич Олександр Петрович
Кузьмич Олександр Петрович (1806—1868) — письменник. 
1826 закінчив Харківський університет. 
Писав російською мовою, підписувався — «А.Кузмич». Більшість творів присвятив українській історичній тематиці. Так, 1843 опублікував роман «Казаки» (у 2-х ч.), в якому зобразив події, що мали місце на початку 18 ст. і відбувалися за участю козаків. 1844 оприлюднив оповідання «Набег в степи» про спустошливий напад татар на українські землі та про боротьбу з людоловами запорожців. 1846 видрукував роман про життя, військову та політичну діяльність Б.Хмельницького — «Зиновий-Богдан Хмельницкий». На відміну від попередніх історичних творів, у яких К. намагався бути реалістом, роман про Б.Хмельницького містить чимало авантюрно-пригодницьких елементів. 1849 під впливом Т.Шевченка написав повість «Последние потомки гайдамаков» (в ній використано сюжет думи «Втеча трьох братів із города Азова, з турецької неволі»).